# Kitt Peak-observatoriet

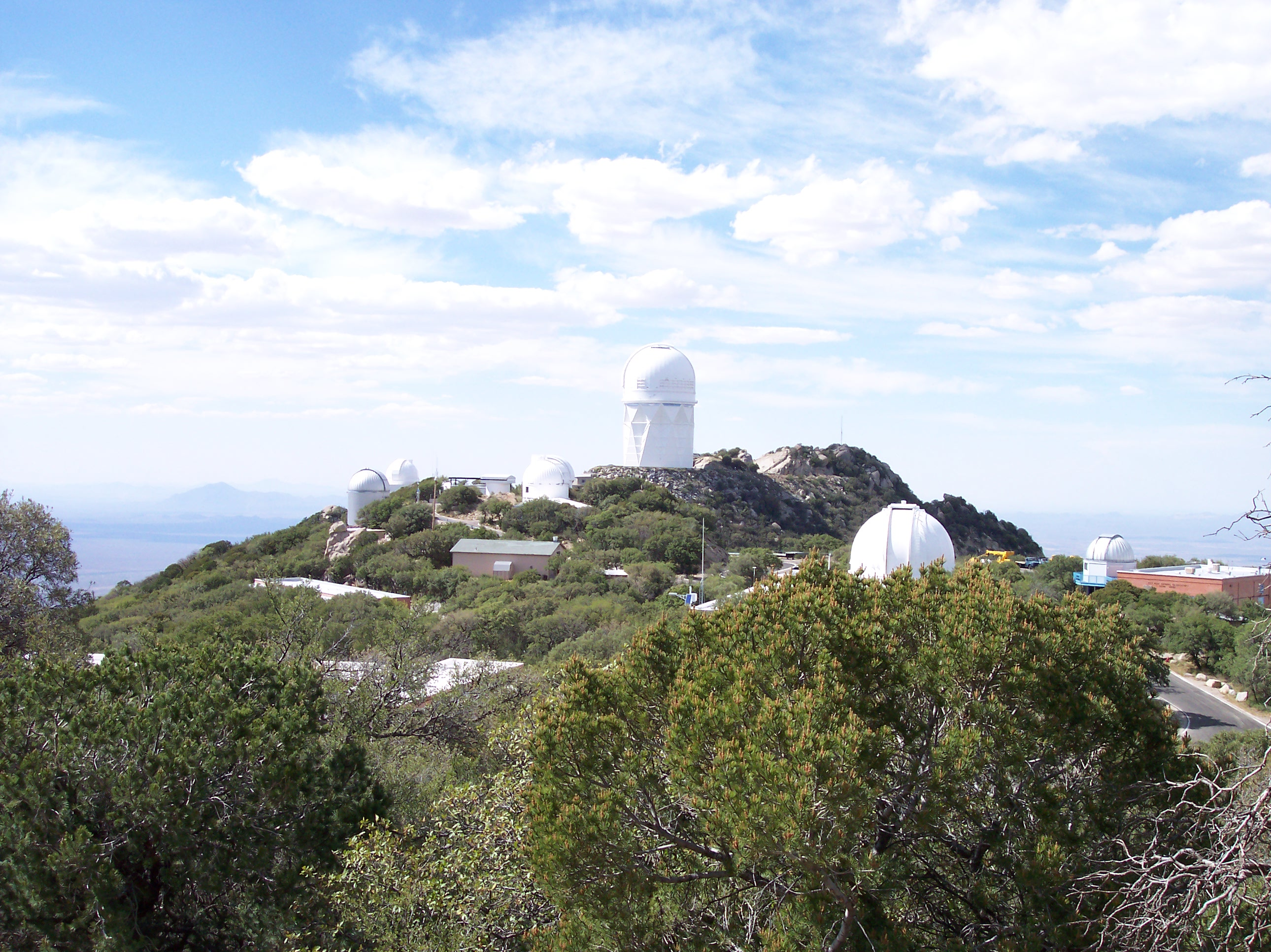
Teleskopen i Kitt Peak.

Kitt Peak-observatoriet, Kitt Peak National Observatory (KPNO), är ett av USA:s största observatorier. Det är beläget på 2 096 meters höjd i södra Arizona i Sonoraöknen på Tohono O'odham Nation, 88 kilometer västsydväst om Tucson. Med 24 optiska teleskop och två radioteleskop, är det den största, mest skiftande samling av astronomiska instrument i världen. Observatoriet administreras av National Optical Astronomy Observatory (NOAO).
De viktigaste instrumenten på KPNO är Mayall 4 metersteleskop, WIYN 3,5 metersteleskop, samt ytterligare 2,1 m, 1,3 m, 0,9 m och 0,4 m spegelteleskop.  McMath-Pierce solteleskopet vid observatoriet är det största solteleskopet i världen och den största ostörda reflektorn (det har inte en sekundärspegel i vägen för inkommande ljus). ARO 12 meters radioteleskop finns också på platsen.
Kitt Peak är känt för att hysa sitt första teleskop (en gammal 91 cm reflektor) som används för att söka efter jordnära asteroider, och beräkna sannolikheten för en kollision med planeten jorden.
Fram till 6 april 2022 hade 1 285 asteroider upptäckts med hjälp av observatoriet.
Observatoriet har get namn åt asteroiden 2322 Kitt Peak.